# Ts (dwuznak)
Ts – łaciński dwuznak występujący w języku baskijskim, ewe i w innych językach afrykańskich. W angielskim używana jest jedynie do interpretowania liter lub słów pochodzenia obcego.

## Użycie
Języki afrykańskie
W języku ewe, ts oznacza dźwięk polskiego c, w międzynarodowej transkrypcji fonetycznej IPA oznaczany symbolem [t͡s].
Język baskijski
W kraju Basków wymawiana jest jako [ʦ] zbliżonego do polskiego c.
Język angielski
W angielskim używa się jedynie do interpretowania liter lub słów pochodzenia obcego:
W alfabecie cyrylicy, Ц używana w białoruskim, bułgarskim, rosyjskim, ukraińskim itp. interpretuje się na angielski jako ts.
W używanych alfabetach języka japońskiego, litera つ (w hiraganie) i ツ (w katakanie) interpretowane są jako głoska sylabowa tsu. Interpretuje się także w słowach pisanych pismem kanji.